# Cyathea aristata
Cyathea aristata är en ormbunkeart som beskrevs av Karel Domin. Cyathea aristata ingår i släktet Cyathea och familjen Cyatheaceae. Inga underarter finns listade.